# FlashForward (televisieserie)
FlashForward is een Amerikaanse sciencefiction-televisieserie, voor het eerst uitgezonden op het Amerikaanse tv-station ABC op 24 september 2009. Het is gebaseerd op het boek Flashforward uit 1999 van Canadees sciencefictionschrijver Robert J. Sawyer. De serie telt 1 seizoen van 22 afleveringen.

## Verhaal
Een mysterieuze gebeurtenis zorgt ervoor dat iedereen op de planeet aarde tegelijkertijd het bewustzijn verliest gedurende precies 137 seconden. Gedurende deze black-out heeft iedereen een visioen over wat er met hen zal gebeuren over exact 6 maanden, een globale Flashforward.
Een team van FBI agenten uit Los Angeles, geleid door Stanford Wedeck (Vance) en aangevoerd door Mark Benford (Fiennes), beginnen te onderzoeken wat er is gebeurd en of dit in de toekomst weer zal kunnen voorkomen. Benford heeft tijdens zijn visioen een deel van de uitkomst van het onderzoek gezien, en kan daarom het team in de goede richting sturen. Hij en zijn team gebruiken de aanwijzingen uit zijn visioen voor hun huidige onderzoek.
Het team onderzoekt een aantal gebeurtenissen gerelateerd aan de flashforward, waaronder “verdachte 0”; de enige persoon die niet het bewustzijn verloor. Tevens komen ze oog in oog te staan met de sinistere "D. Gibbons". Ondertussen gaan de dingen die de mensen hebben gezien in hun visioen steeds meer hun dagelijkse leven bepalen.

## Hoofdrolspelers en personages
- FlashForward begint met negen hoofdrolspelers. Vanaf aflevering zes is Dominic Monaghan een regelmatig terugkerend personage. In aflevering tien is Michael Ealy aan de cast toegevoegd.
- FBI Speciaal Agent Mark Benford (Joseph Fiennes) — Leider van het onderzoek bij de FBI. Hij heeft in zijn visioen een deel van de afloop van het onderzoek gezien. Hij is de echtgenoot van Olivia Benford en vader van Charlie Benford. Hij is een ex-alcoholist.
- Speciaal Agent Demetri Noh (John Cho) — Mark Benfords collega bij de FBI. Hij heeft geen flashforward gehad en is daarom bang dat hij zal sterven. Hij is verloofd met Zoey, een advocate.
- Dr. Olivia Benford (Sonya Walger) — Marks vrouw en succesvol chirurg in een groot ziekenhuis. Ze is de supervisor van Dr. Bryce Varley. In haar flashforward is ze samen met Dr. Lloyd Simcoe, terwijl zij hem voor de black-out nog nooit ontmoet heeft. Ze ontmoeten elkaar als ze de zoon van Simcoe behandelt.
- Dr. Lloyd Simcoe (Jack Davenport) — Een wetenschapper aan de Stanford. Lloyds vrouw en moeder van zijn zoon is tijdens de black-out omgekomen. Zijn zoon Dylan, die autistisch is, herkent Olivia en Charlie. Hij gelooft dat zijn collega Simon Campos en hij verantwoordelijk zijn voor de black-out.
- Dr. Bryce Varley (Zachary Knighton) — Werkzaam voor Dr. Olivia Benford. Hij stond op het punt zelfmoord te plegen na de diagnose van stagium 4 renal cell carcinoma (nierkanker). Na de black-out vindt hij nieuwe energie om te leven voor zijn visioen.
- FBI Assistant Director Stanford Wedeck (Courtney B. Vance) — Hoofd van het FBI Los Angeles field office. Hij is de baas van Mark Benford en zijn team. Tijdens zijn flashforward zit hij op het toilet een krant te lezen.
- Special Agent Janis Hawk (Christine Woods) — Collega in het team van Mark Benford. In haar visioen is zij zwanger, hoewel zij een alleenstaande lesbische vrouw is.
- Aaron Stark (Brían F. O'Byrne) — Een ex-alcohol verslaafde, Mark Benfords sponsor bij de Anonieme Alcoholisten en zijn vriend. Van zijn dochter, Tracy, wordt aangenomen dat zij in Afghanistan gestorven is, maar zijn flashforward laat zien dat zij nog in leven is.
- Nicole Kirby (Peyton List) — Een 19 jaar oude studente en babysitter bij de Benfords. In Nicoles flashforward wordt zij verdronken door een onbekende. Ze spreekt Japans.
- Dr. Simon Campos (Dominic Monaghan) — Een natuurkundige en onderzoekscollega van Lloyd Simcoe. Hij gelooft niet dat zij voor de black-out verantwoordelijk zijn.

## Productie
De pilotaflevering van de serie was geschreven door David S. Goyer, die de aflevering tevens regisseerde, en Brannon Braga.
FlashForward werd oorspronkelijk ontwikkeld voor Home Box Office, die de serie echter verkocht omdat ze de serie niet geschikt achtten voor hun programmering. ABC kocht de serie voor in elk geval 13 afleveringen. Dit werd in de loop van 2009 uitgebreid naar 22 afleveringen. Op 13 mei 2010 werd bekend dat de serie geen tweede seizoen zou krijgen.

## Uitzendingen
Op 3 december 2009 stopte ABC abrupt met de uitzending tot 4 maart 2010. Reden voor de stop zou zijn niet te hoeven concurreren met de Olympische Winterspelen 2010. De overige 14 afleveringen van het seizoen 2009-2010 zouden zo onafgebroken kunnen worden uitgezonden. FlashForward keerde terug op 18 maart 2010 met een twee uur durende opening en sloot het seizoen af met een twee uur durende finale op 27 mei 2010.
FlashForward is in Nederland bij Veronica in dubbele afleveringen te zien geweest. De Nederlandse uitzendingen begonnen op 1 juli 2010. Op Net5 werd de serie vanaf 27 april 2013 opnieuw uitgezonden. In België was de serie te zien vanaf 4 oktober 2009 op het Franstalige BeTV en vanaf 14 januari 2010 op Prime.